# Francisco Zarco (Baja California)
Francisco Zarco, también llamada Valle de Guadalupe, es una localidad del estado mexicano de Baja California. Es parte del municipio de Ensenada.

## Toponimia
El nombre «Francisco Zarco» rinde homenaje a Francisco Zarco, periodista y político liberal. El nombre «Valle de Guadalupe» hace referencia a su ubicación en la región vitivinícola del Valle de Guadalupe.

## Demografía
| Gráfica de evolución demográfica |
|                                  |

| Censo | Población |
| ----- | --------- |
| 1921  | 351       |
| 1930  | 300       |
| 1940  | 265       |
| 1950  | 155       |
| 1960  | 870       |
| 1970  | 3 291     |
| 1980  | 1 807     |
| 1990  | 2 625     |
| 2000  | 3 131     |
| 2010  | 2 664     |
| 2020  | 4 334     |